# Conjunt històric de Tivissa
El conjunt històric de Tivissa és el centre històric de Tivissa conjunt catalogat a l'Inventari del Patrimoni Arquitectònic de Catalunya. El nucli antic de Tivissa està construït sobre les ruïnes d'un castell, sobre el qual es van bastir les cases de la població. Dins d'algunes d'elles s'hi conserven restes d'arcs que podrien correspondre's amb la fortificació. Està constituït per carrers estrets força planers, que quedaven tancats per muralles, i que conflueixen en places, com són la del Mercat i la de Rafel Domènec. En l'actualitat, es conserven dues de les portes que donaven accés a la vila closa; el portal de l'Era i el portal d'Avall. En un extrem del nucli hi ha l'església parroquial de Sant Jaume, situada en una plaça que constitueix un magnífic mirador de la comarca. La tipologia constructiva dominant és la casa entre mitgeres de tres o quatre nivells d'alçat, que s'obre amb portals adovellats, alguns dels quals amb la clau datada. Els murs són fets majoritàriament de pedra irregular lligada amb morter, revestits amb argamassa.
El castell termenat de Tivissa es troba documentat des del segle xii, domini sarraí fins aleshores, quan va ser lliurat als templers. En la seva proximitat hi havia una Capella romànica, que fou ampliada ja al segle xiii, constituint-se així l'església parroquial. L'any 1365, l'Infant Joan de Prades decretà que els masovers del terme ajudessin a la fortificació de la Vila, on es podrien recollir en temps de perill. Per accedir a la vila closa van construir-se els portals de l'Era, d'Avall i de la Raval, dels quals se'n conserven els dos primers. El castell de Tivissa quedà destruït el 1725, sobre les restes del qual s'hi van construir nous edificis, entre els quals hi ha el de l'Hospital, on s'hi habilità l'ajuntament. Durant la Guerra de la Independència una bona part del poble va ser cremat, junt amb l'ajuntament i els arxius municipals. Poques cases es van salvar d'aquesta tragèdia, com són Ca Ignasi Brull, Ca l'Hostal i Ca Magrinyà. El poble va reconstruir-se durant la segona meitat del segle xix.